# 33433 Маурилія
33433 Маурилія (33433 Maurilia) — астероїд головного поясу, відкритий 14 березня 1999 року.
Тіссеранів параметр щодо Юпітера — 3,515.